# 100° and Rising
100° and Rising è il quinto album del gruppo acid jazz inglese Incognito, pubblicato nel 1995 dall'etichetta discografica Talkin' Loud Records.

## Tracce
1. Where Did We Go Wrong – 5:38 (Richard Bull, Jean-Paul Maunick)
2. Good Love – 6:00 (Peter Hinds, Maunick)
3. One Hundred and Rising – 5:55 (Maunick)
4. Roots (Back to a Way of Life) – 5:39 (Maunick)
5. Everyday – 5:54 (Maunick)
6. Too Far Gone – 2:34 (Hinds, Maunick)
7. After the Fall – 3:26 (Bull, Maunick)
8. Spellbound and Speechless – 5:29 (Graham Harvey, Maunick)
9. I Hear Your Name – 6:51 (Maunick)
10. Barumba – 4:55 (Harvey, Maunick)
11. Millennium – 6:24 (Maxton G. Beesley, Jr., Maunick)
12. Time Has Come – 3:58 (Maunick)
13. Jacob's Ladder – 6:03 (Julian Crampton, Maunick)